# Pueblonuevo de Miramontes
Pueblonuevo de Miramontes es una localidad, antigua entidad local menor, y un municipio español situado en el noreste de la provincia de Cáceres, comunidad autónoma de Extremadura. El municipio se creó el 3 de diciembre de 2013 al segregarse la antigua entidad local menor del término de Talayuela, aunque por un defecto de forma no fue hasta noviembre de 2014 que se hizo efectiva. A los habitantes del municipio se los denomina miramonteños. Cuenta con una población de 775 habitantes (INE 2024).

## Geografía
Pueblonuevo de Miramontes limita con:
- Villanueva de la Vera al norte
- Oropesa al este
- Talayuela al suroeste

## Demografía
| Gráfica de evolución demográfica de Pueblonuevo de Miramontes entre 2021 y 2021                                     |
| |
| Población de derecho según los censos de población del INE Población de hecho según los censos de población del INE |

En el año 1981 contaba con 753 habitantes, pasando a 839 en 2014, de los cuales 788 están concentrados en el núcleo poblacional.

## Historia
Pueblonuevo de Miramontes fue fundado aproximadamente en 1957 como pueblo de colonización. Ubicado al pie de la sierra de Gredos, entre Cáceres, Ávila y Toledo, este pueblo en expansión fue creado a causa de la concentración parcelaria por la cual dieron lugar las leyes de 1956-1957 donde se incluían los planes de regadío al efecto. Por lo tanto se tuvo que trasladar lo que era una aldea hasta donde se encuentra actualmente el pueblo. 
Una vez construidas, las casas del pueblo fueron adquiridas a un muy largo plazo y casi sin intereses dependiendo de la profesión u oficio al que se dedicasen sus habitantes, que provenían de distintos sitios de Extremadura y España como Galicia o Cataluña. Este pueblo de carácter agrario cuyo cultivo predominante ha pasado desde el algodón, pasando por el pimentón (comúnmente llamado bolas) hasta actualmente el tabaco. El tirón de la industria supuso la emigración de los jóvenes a las grandes ciudades por el efecto llamada de una vida mejor, con un sueldo mejor, y una mayor calidad de vida, cosa que la agricultura en aquellos difíciles momentos no garantizaba en absoluto. 
Aun así los emigrantes no renunciaron a sus orígenes mantuvieron sus propiedades en la mayoría de los casos y volvían al pueblo a pasar sus vacaciones estivales. En la actualidad el pueblo vive de la agricultura fundamentalmente y las remesas proporcionadas por aquellos que emigraron.

## Economía
Normalmente los pobladores de estas tierras se dedicaban al campo eran en su mayoría agricultores que en sus campos plantaban lo típico de la zona algodón, tabaco, pimiento y también a la ganadería de cabras y ovejas ya que era una tierra también de transumancia.

## Patrimonio

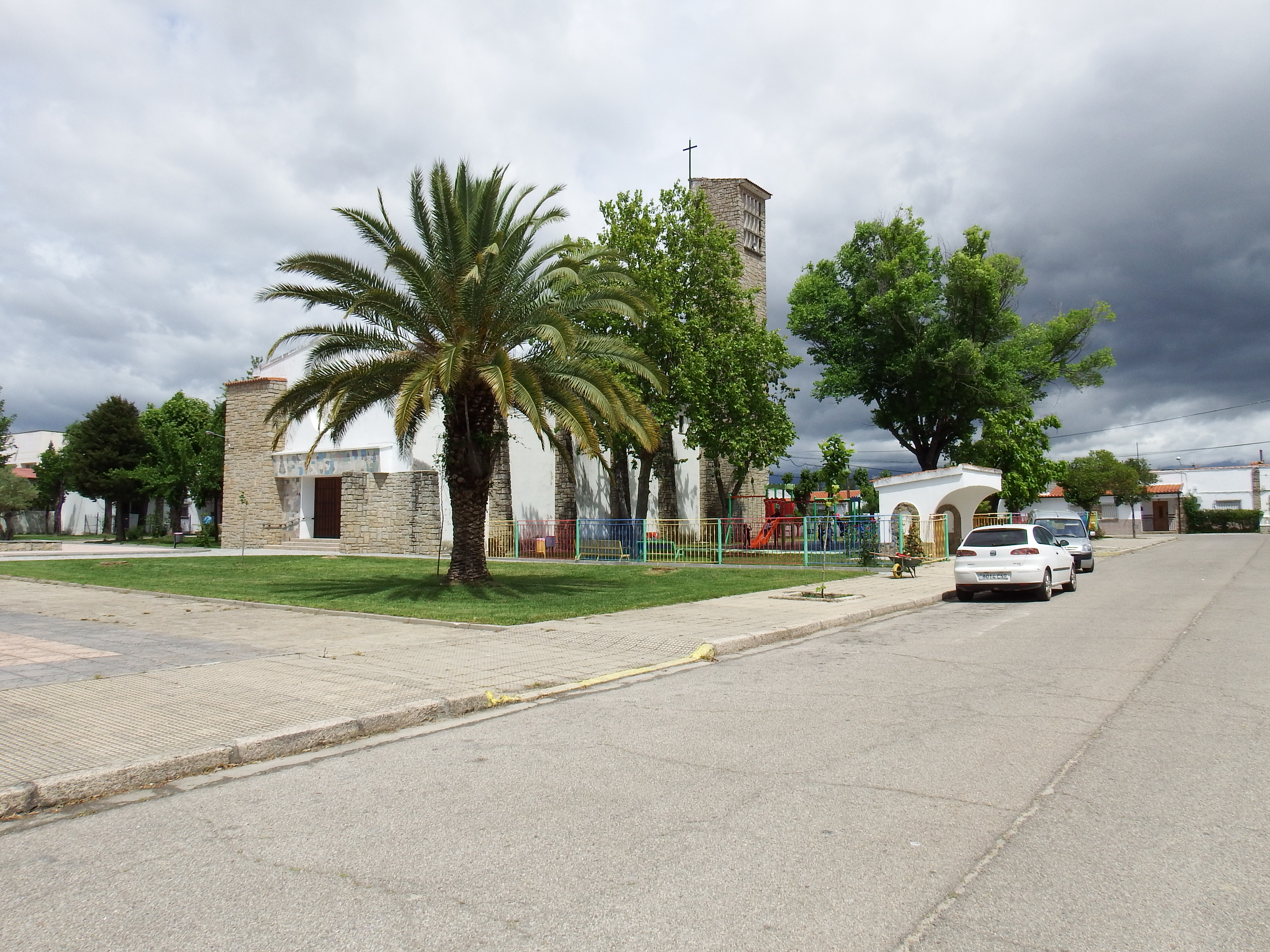
Plaza Mayor, donde se encuentra la iglesia de San Pedro de Alcántara

Iglesia parroquial católica bajo la advocación de San Pedro de Alcántara, en la diócesis de Plasencia, arciprestazgo de Navalmoral de la Mata.
En el pueblo se pueden disfrutar los paisajes de la dehesa extremeña y dentro del recinto del pueblo de plazas y jardines como la plaza de la vera

## Gastronomía
En la gastronomía destaca la carne de caza como perdices,palomas o conejos que pueden marinarse y cocinarse en los platos principales destacamos el pollo con arroz ,los tendones,el codillo...
En relación con los postres destacan dos vertientes:
- Postres de fiesta: destacan los huesos extremeños, las roscas con azúcar, los pestiños con miel o los mantecados, que eran servidos en las ocasiones de fiestas del pueblo, bodas, bautizos, etc.
- Postres de Semana Santa y Cuaresma: destacan las torrijas, los sapillos y la leche frita.

## Fiestas
- San Isidro: el 15 de mayo, día festivo para los miramonteños conmemorando a San Isidro en el cual celebran las comuniones y tiene lugar una romería con exhibición de caballos, bailes regionales en el parque del roble en el que puedes disfrutar de la procesión del santo, la misa Extremeña y la degustacion de paella para todos los vecinos y participantes en la fiesta.
- Fiestas de Verano: fiestas sin connotación religiosa que se celebran el tercer fin de semana de julio desde hace unos pocos años en los que se disfruta de actuaciones nocturnas, espectáculos para los niños y la gran fiesta de la espuma en la plaza del pueblo.
- Día de la hispanidad: se tiene lugar la hiza de la bandera de España en el parque de los colonos
- Fiestas de Octubre: se celebran el 19 de octubre conmemorando al patrón del pueblo, San Pedro de Alcántara. Son las fiestas más importantes del pueblo.
- Fiestas del hombre: consiste en la matanza, comida de caldereta y degustacion de limonada en la plaza del pueblo donde se instalan múltiples atracciones infantiles.